# Mistrzostwa Europy w Zapasach 1935
15. Mistrzostwa Europy w zapasach odbywały się w 1935 roku w Kopenhadze w Danii (styl klasyczny) oraz w Brukseli w Belgii (styl wolny). Tabele medalowe mistrzostw wygrali kolejno Szwedzi (styl klasyczny) oraz Węgrzy (styl wolny).

## Styl klasyczny

### Medaliści
| Konkurencja |                  |                      |                   |
| ----------- | ---------------- | -------------------- | ----------------- |
| -56 kg      | Herman Tuvesson  | Antonín Nič          | Esko Hjelt        |
| -61 kg      | Sebastian Hering | Hermanni Pihlajamäki | Aage Meyer        |
| -66 kg      | Lauri Koskela    | Abraham Kurland      | Wolfgang Ehrl     |
| -72 kg      | Rudolf Svedberg  | Fritz Schäfer        | Antti Mäki        |
| -79 kg      | Ivar Johansson   | Josef Paar           | Béchir Bouazzat   |
| -87 kg      | Axel Cadier      | Paul Böhmer          | Ago Neo           |
| +87 kg      | Kurt Hornfischer | Hjalmar Nyström      | Alberts Zvejnieks |

### Tabela medalowa stylu klasycznego
| Lp. | Państwo        |   |   |   |   |
| --- | -------------- | - | - | - | - |
| 1   | Szwecja        | 4 | 0 | 0 | 4 |
| 2   | III Rzesza     | 2 | 3 | 1 | 6 |
| 3   | Finlandia      | 1 | 2 | 2 | 5 |
| 4   | Dania          | 0 | 1 | 1 | 2 |
| 5   | Czechosłowacja | 0 | 1 | 0 | 1 |
| 6   | Estonia        | 0 | 0 | 1 | 1 |
|     | Francja        | 0 | 0 | 1 | 1 |
|     | Łotwa          | 0 | 0 | 1 | 1 |

## Styl wolny

### Medaliści
| Konkurencja |                    |                      |                  |
| ----------- | ------------------ | -------------------- | ---------------- |
| -56 kg      | Marcello Nizzola   | Márton Lőrincz       | Jakob Brendel    |
| -61 kg      | Kustaa Pihlajamäki | Ferenc Tóth          | Adalberto Taucer |
| -66 kg      | Károly Kárpáti     | Hermanni Pihlajamäki | Wolfgang Ehrl    |
| -72 kg      | Stig Andersson     | Fritz Schäfer        | Willy Angst      |
| -79 kg      | Ivar Johansson     | Eugen Angst          | Kálmán Sóvári    |
| -87 kg      | Ede Virág-Ébner    | Axel Cadier          | Ago Neo          |
| +87 kg      | Karl Hegglin       | Kurt Hornfischer     | Nils Åkerlindh   |

### Tabela medalowa
| Lp. | Państwo    |   |   |   |   |
| --- | ---------- | - | - | - | - |
| 1   | Węgry      | 2 | 2 | 1 | 5 |
| 2   | Szwecja    | 2 | 1 | 1 | 4 |
| 3   | Szwajcaria | 1 | 1 | 1 | 3 |
| 4   | Finlandia  | 1 | 1 | 0 | 2 |
| 5   | Włochy     | 1 | 0 | 1 | 2 |
| 6   | III Rzesza | 0 | 2 | 2 | 4 |
| 7   | Estonia    | 0 | 0 | 1 | 1 |